# Сиволож
Си́волож (укр. Сиволож) – село, расположенное на территории Борзнянского района Черниговской области (Украина). Расположено в 27 км на юго-запад от райцентра Борзны. Население — 993 чел. (на 2006 г.). Адрес совета: 16463, Черниговская обл., Борзнянский р-он, село Сиволож, ул. Ленина,39, тел. 2-85-31; 2-85-42.
Стоит на реке Рудка.

## История
Сиволож, село в Черниговской области. Близ села, городище — остатки древнерусского Всеволожа, впервые упомянутого в летописи под 1147 г.

## Инфраструктура
В селе есть восьмилетняя школа, дом культуры, библиотека, фельдшерско-акушерский пункт, детский сад, магазины, отделение связи.